# Sävstaholms slott
Sävstaholm (även Säfstaholm) är ett slott i Vingåkers kommun i Södermanland. Slottet, som sedan 1968 ägs av Vingåkers kommun, byggdes 1666 av Gustaf Larsson Sparre, som till arkitekt troligen hade Erik Dahlbergh, som var bosatt på närbelägna Skenäs. Slottet brann ner 1762 och återuppbyggdes 1815 med endast smärre förändringar. I parken finns sedan mitten av 1800-talet moderträdet till Sävstaholmsäpplet.

## Historik

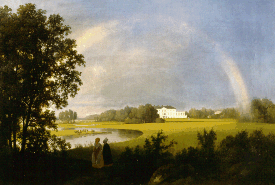
Sävstaholm på 1800-talet.

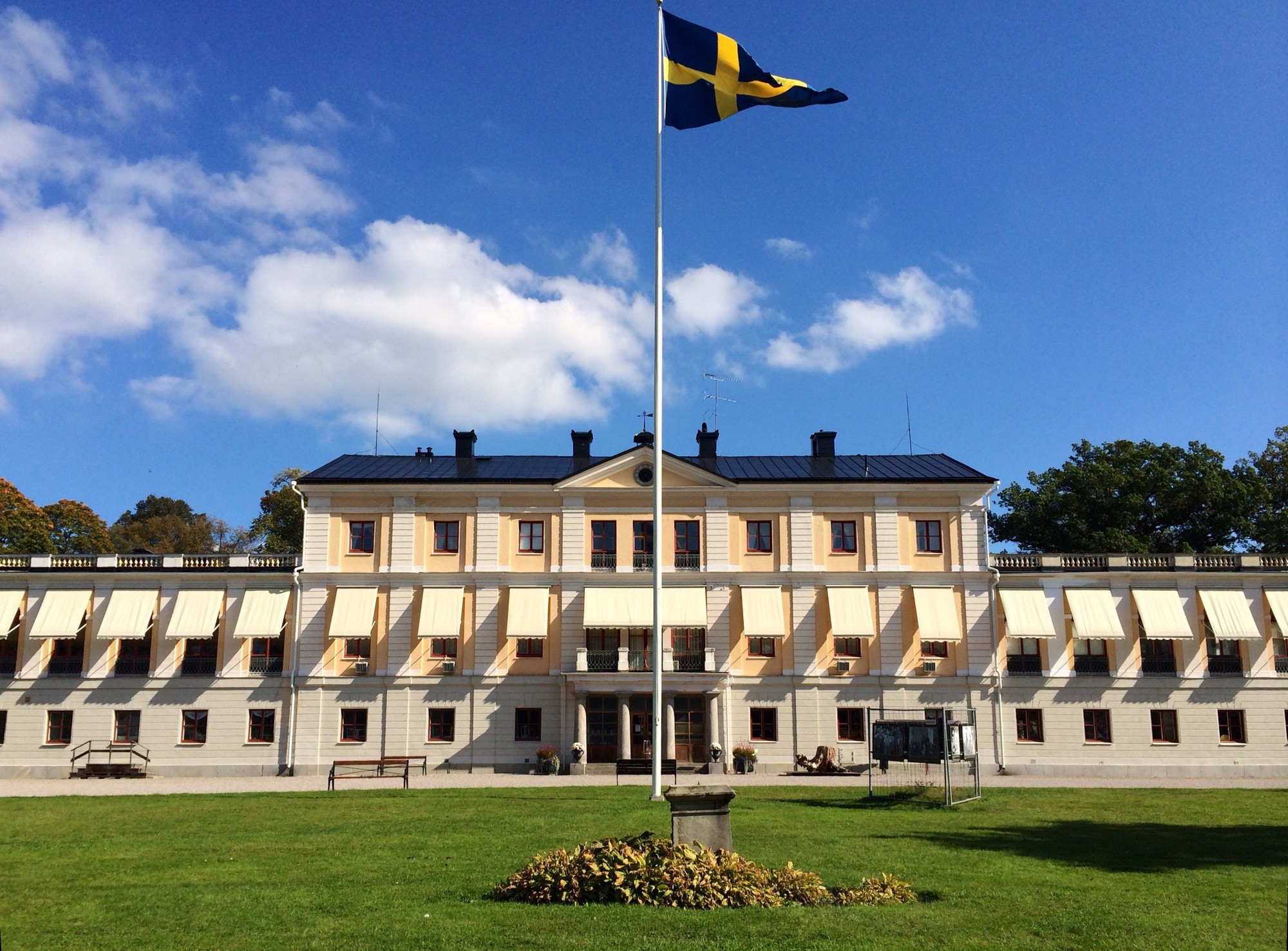
Slottet i september 2014.

Sävstaholm i Västra Vingåkers socken var ursprungligen en by, kallad Sävsta. Byn är känd i dokument första gången 1382 ("i Sæwistom") då en Ragvald Magnusson bytte till sig jord här från Bo Jonsson (Grip). 1452 sålde väpnaren Magnus Olofsson en gård i Sävsta med det underlydande torpet Täppa som han ärvt efter sin far till Måns Bengtsson (Natt och Dag). Måns Bengtsson bytte 1454 till sig ytterligare jord i östra och västra Sävsta. Han skänkte 1465 en del av byn till  Julita kloster. Resten tillföll sonen Johan Månsson (Natt och Dag). Ytterligare delar av byn testamenterades 1477 till Julita kloster av Jöns Ivarsson (Liljeörn). Arvid Trolle ägde 1498 tre gårdar i Sävsta. Biskopen i Strängnäs skiftade 1525 jord med kyrkan i Vingåker, så att kyrkan erhöll den sydvästligaste gården i Sävsta och Julita kloster i stället erhöll jord i Marsta. Under 1500-talet anges Sävsta som tre mantal frälse tillhöriga Johan Åkesson (Natt och Dag), två mantal kyrkojord samt ett mantal tillhörigt Julita kloster. Den drogs in till kungen som arv och eget någon gång mellan 1554 och 1559.
I slutet av 1500-talet ägdes frälsegårdarna av Ingeborg Johansdotter (Natt och Dag) genom hennes giftermål med Jöran Knutsson Posse 1598 gick gårdarna över i Posseättens ägo. Jöran Posse stod ursprungligen på hertig Karls sida, men råkade i konflikt med hertigen och anförde i slaget vid Stångebro Västgöta ryttare på kungens sida. Han försonades senare med hertigen, men flydde därefter till Polen där han befann sig senast 1603. 1604 drogs hans gods in till kronan. De återlämnades dock senare till Jöran Posses dotter Anna Posse, gift med överste Erik Soop. De bytte till sig byns återstående från Axel Oxenstierna 1626, fick säterifrihet och lät uppföra den första sätesbyggningen på 1620-talet. Efter sin makes död bytte Anna bort godset 1633 till sin kusin Åke Axelsson (Natt och Dag). Han lät påbörja en slottsliknande sätesbyggnad på nuvarande slottets plats, men hann aldrig fullborda den. Efter hans död ärvde hans dotter Beata Åkesdotter godset. Hon var i sitt andra äktenskap gift med landshövdingen Gustaf Sparre. Han fullföljde svärfaderns påbörjade slottsbyggnad, som stod färdig 1666. Erik Dahlberg, som samtidigt byggde Skenäs, svarade för ritningarna, och avbildade godset i Suecia antiqua et hodierna.
Under perioden utökades godsets ägor. 1626 lades ett halvt mantal i Spånga och två mantal i Åby under godset. Redan innan brukades gårdarna Bärle, Lyttersta, Ekeby, Solberga, Uppsala och Västervik under godset. Under Åke Axelssons tid lades även Baggetorp, Bresäter, Håkanstorp, Ramstorp och Täppan, alla i Västra Vingåkers socken. 1631 köpte han hemmanen Mene och Hult och 1645 ett hemman i Vannala. Senare utökades godset framför allt genom köp av kronojord, och omfattade 1644 inte mindre än 30 mantal, varav 3 mantal under säteriet och 11 mantal rå- och rörshemman. Under Gustaf Sparre ökade godset ytterligare till att 1678 omfatta 42 3/4 mantal förutom de tre mantalen under säteriet. Under hans tid drabbades säteriet av reduktionen, men han lyckades undgå att ägorna drabbades i någon större grad.
Gustaf Sparre dog barnlös 1689, och godset ägdes därefter av hans änka till 1701, tillföll Lars Svantesson Sparre som var gift med Beata Åkesdotters dotter i första giftet. De båda makarna avled dock redan 1704 och deras enda dotter Beata Märta Sparre som 1697 blev blivit gift med Claes Bonde ärvde gården. Under Claes Bondes tid utökades godset ytterligare genom köp av ett tjugotal hemman. Claes Bonde avled 1726, och därefter innehade hans änka godset till 1742. Under hennes tid utökades godset ytterligare, bland annat inköpte hon Kesätter. Då det godset då var ganska litet kom med tiden flera av Sävstaholms gårdar att överföras dit. 1741 omfattade Sävstaholm omkring 50 mantal, men i början av 1800-talet hade 22 av dessa förts över till Kesätter. Efter Beata Sparres död övertogs Sävstaholm av sonen Carl Bonde, som redan tidigare hade erhållit Kesätter som gåva. Han utnämndes 1719 till kammarherre, men kunde på grund av ohälsa aldrig tjänstgöra. Han avled barnlös på Sävstaholm 1755, och samma år avled hans hustru Ingeborg Lilliehöök, och 1756 skiftades arvet efter Carl Bonde, och Sävstaholm tillföll den äldre brodern Gustaf Ulf Bonde, medan Kesätter och familjens gods i Småland tillföll den yngre brodern. Gustaf Ulf Bonde blev som sin äldre bror kammarherre 1719, men tillbringade det mesta av sin tid på egendomarna. Han hade 1730 köpt Vibyholms slott, som han 1736 byggde om, och kom att tillbringa sin mesta tid där. Under hans tid eldhärjades slottet fullständigt, så att endast yttermurarna återstod. Det återställdes dock snart, men erhöll i samband med ombyggnaden ett modernt brutet tak. Gustaf Ulf Bonde var intresserad av eskatologi, och efterlämnade ett omfattande manuskript med titeln Nyckelen till alla Chronologiska Prophetior, som finnas såväl i det Gambla som i det Nya Testamentet, tillika med en kort uttydning öfwer hela Uppenbarelseboken, samt upprättade systemer, så väl om hela Nya Testamentets tid och tideräkning, som ock om Christi tillkommelse, Rike och det Efwiga Lifwet som kom att förvaras på arkivet på Sävstaholm. Han var även intresserad av medicin, och lät inrätta en sjukstuga på Vibyholm. Tillsammans med sin hustru Hedvig Sofia Banér, som efter hans död 1772 innehade slottet till sin död 1780, hade han fyra barn, av vilka två dog i unga år, medan två döttrar nådde vuxen ålder. Ulrika blev gift med greve Charles Emil Lewenhaupt den yngre, men hade avlidit redan före föräldrarna och arvet skiftades därför mellan hennes omyndiga barn. Det blev därför den yngre dottern Ebba Margareta, sedan 1769 gift med sin släkting Carl Bonde av Björnö. Han var en aktiv och plikttrogen ämbetsman, som endast kortare perioder hade tid att möjlighet att vistas på sina gods. Han trivdes dock bra på Sävstaholm där han avled 1791 ännu inte fyllda 50 år.
Den stora omdaningen till landsresidens i engelsk stil ägde rum i början av 1800-talet under "den blinde excellensen" greve Gustaf Trolle-Bonde (som innehade slottet 1791–1855). Han överflyttade 1833 fideikommissrätten från Björnö i Roslagen till Sävstaholm. Det var också genom Trolle-Bonde som slottets ryktbarhet grundlades och en av landets största privatsamlingar skapades. I slottet byggde han upp stora samlingar av böcker och konstverk, bl. a. skulpturer och tavlor. Han lät utföra omfattande nyodlingar och parkanläggningar samt byggde om slottet efter ritningar av Carl Christoffer Gjörwell. Trolle-Bonde hade under långa perioder konstnärer boende på slottet. En följd av detta är att motiv från orten finns på en rad verk av framstående målare. I början av 1900-talet skingrades den unika konstsamlingen, och så småningom även godset. En period stod slottet öde. Vingåkers kommun började i slutet av 1980-talet en ambitiös satsning. I samråd med Sörmlands museum har man genomfört en betydande renovering av den representativa mellanvåningen. Denna speglar idag den miljö, som "den blinde excellensen" levde i.
Efter Gustaf Trolle-Bonde innehades fideikommisset av brorsonen med samma namn, död 1884, samt dennes son greve Gustav Fredrik Bonde af Björnö. Hans äldste son, greve Carl Gustaf Bonde av Björnö, sålde godset 1920 varvid fideikommisset avvecklades.
År 1934 startade Föreningen för sinnesslöa barns vård skolhemsverksamhet för barn med utvecklingsstörning på Sävstaholm, en verksamhet som fortlevde fram till år 1968,  då Södermanlands läns landsting i enlighet med omsorgslagen blev huvudman för verksamheten och då flyttades till den nybyggda Dammsdalskolan. Slottet köptes då av Vingåkers kommun. Det rustades upp i mitten av 1980-talet och används nu åter till konstutställningar.
Sävstaholms slott fick sitt nationella genombrott i samband med utställningen "Hon har talang – tyvärr", 2003, som belyste kvinnliga konstnärer under 1800-talet. Detta var dock den 15:e utställningen i ordningen som tagits fram, unikt för Sävstaholms slott.  Sommarutställningarna producerades lokalt av Vingåkers kommuns tidigare kulturchef, Lars Furborg, som gick i pension 2016.